# Megachile levilimba
Megachile levilimba är en biart som beskrevs av Joseph Vachal 1908. Megachile levilimba ingår i släktet tapetserarbin, och familjen buksamlarbin. Inga underarter finns listade i Catalogue of Life.